# Isabelle Nogueira
Isabelle Adriana Nogueira Dias (Manaus, 21 de dezembro de 1992) é uma dançarina, empresária, professora, autora de literatura Infantojuvenil e influenciadora digital brasileira. Desde 2018 atua como Cunhã Poranga do Boi Bumbá Garantido. Em 2024 ganhou destaque nacional ao participar da vigésima quarta temporada do reality show Big Brother Brasil, e, posteriormente, tornou-se embaixadora do Festival Folclórico de Parintins.

## Biografia

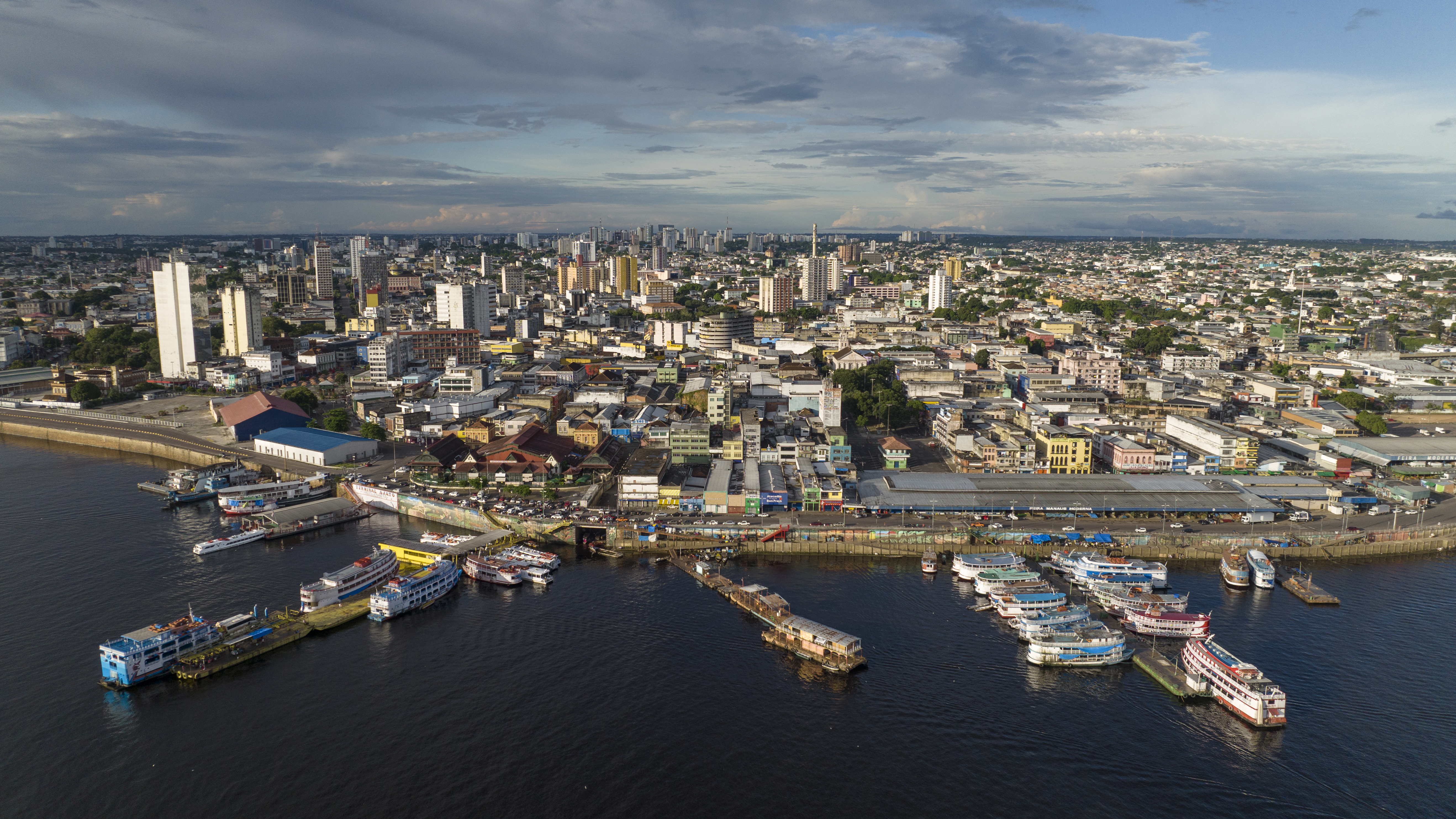
Manaus, onde Nogueira nasceu.

Nascida em 21 de dezembro de 1992, na cidade de Manaus - Amazonas, Isabelle Nogueira é filha de Jaqueline Nogueira Barbosa, natural do município amazonense Nhamundá, e de Marcos Dias, natural de Belém do Pará. Tem dois irmãos maternos mais novos: Vittor Barbosa e Sophia Emanuelle, com quem tem nove e dezenove anos de diferença de idade, respectivamente.
Sua mãe, Jaqueline Nogueira, a teve aos 14 anos de idade e, diante dos desafios de uma gravidez na adolescência, optou por confiar a guarda de Isabelle a outra família. No entanto, após cerca de um ano, decidiu buscá-la de volta e reassumiu os cuidados da filha. Isabelle viveu uma infância solitária e humilde nos bairros Presidente Vargas e Nova Cidade, em Manaus. 
Aos nove anos, começou a trabalhar ao lado da avó vendendo roupas na feira da Grande Circular, Zona Leste de Manaus. Isabelle também trabalhou com panfletagem nas ruas, como assistente de palco e atendente de LAN house. Paralelamente, participou de concursos de beleza, conquistando o título de Miss Manaus em 2013.
Cultura popular amazonense, com destaque ao Boi Bumbá, sempre fez parte da sua história, ainda na adolescência integrou grupos de dança, como o grupo Encanto Vermelho e foi dançarina de palco de diversos artistas como David Assayag e Banda Carrapicho. Em 2009, foi Rainha Ritmada do Boi Brilhante, no ano seguinte foi promovida a Rainha Folclore e entre 2011 e 2014 atuou como cunhã-poranga. Além disso, foi cirandeira bela da Ciranda Sensação, índia branca da Tribo Tucanos do Alto Rio Negro, e cunhã-poranga do Boi Corre Campo de Nova Olinda do Norte.
Isabelle é formada em Letras com habilitação em espanhol e possui pós-graduação em Gestão Escolar e Metodologia do Ensino Superior pela Universidade do Estado do Amazonas (UEA). Já chegou a lecionar, mas atualmente se dedica à carreira artística  e empreendedora, atuando como dançarina, empresária e influenciadora digital.

## Carreira

### 2015–2024: Boi Garantido eBig Brother Brasil

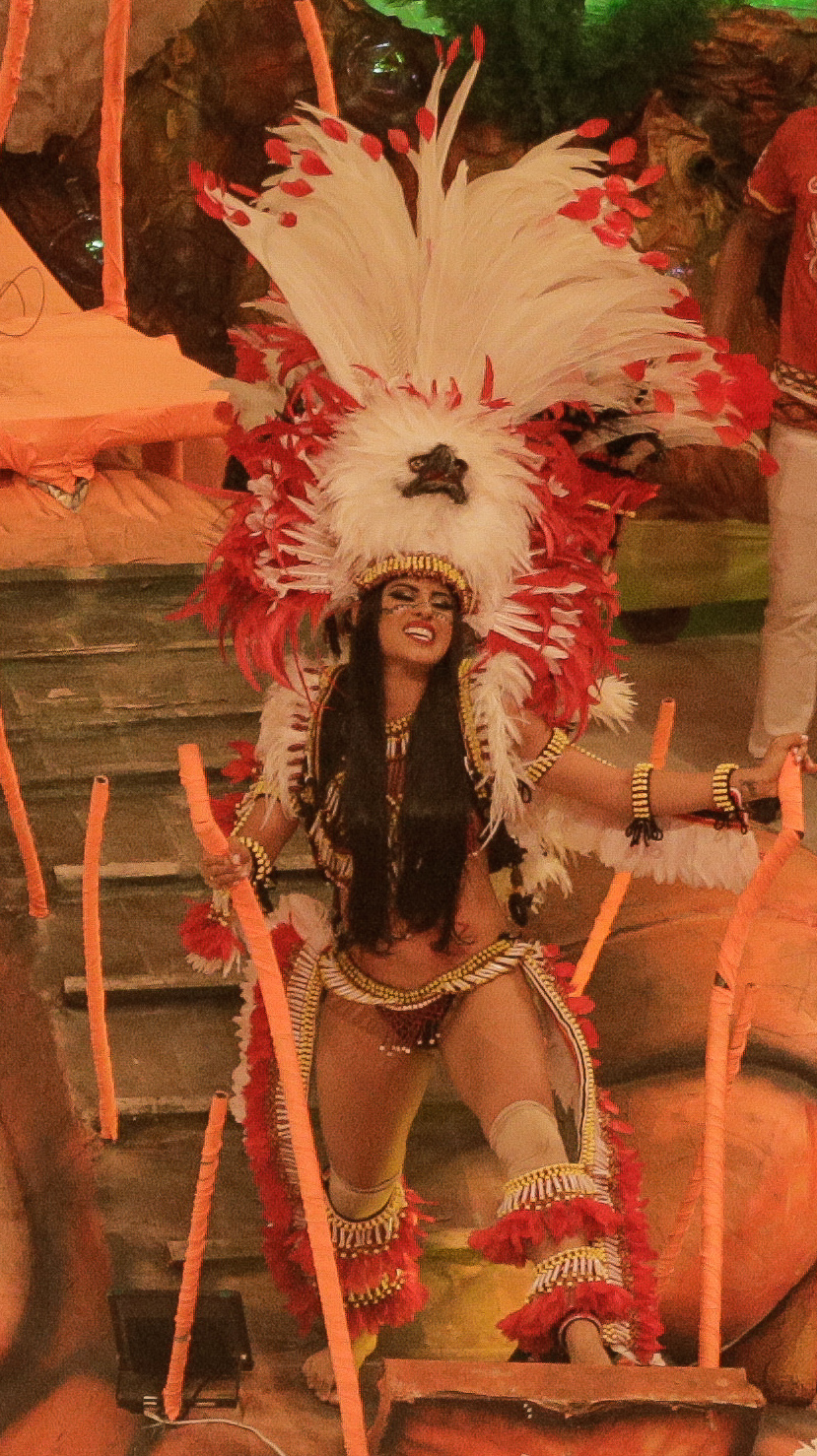
Nogueira em sua estreia como cunhã-poranga no Festival de Parintins em 2018.

Artista de cultura popular amazonense, foi Rainha do Folclore do Boi Garantido no Festival Folclórico de Parintins de 2015 até 2017, posto conquistado após vencer o concurso realizado em 2014. Foi Miss Amazonas Globo 2016, e desde 2018 defende o item 9, Cunhã - Poranga do Boi Bumbá  Garantido.
Em 2018, venceu o reality show Peladão a Bordo, da TV A Crítica, e consagrou-se campeã conquistando 54,41% dos votos.
Em 2021 participou da série documental estrelada por Robert M. Rey "On the Road with Dr. Rey", o episódio foi gravado no município de Presidente Figueiredo, Isabelle representou os povos indígenas do Amazonas. 
Entre 2022 e 2023 apresentou o programa de entrevistas "Sehay Sehay com a cunhã: as vozes dos povos originários". Com episódios voltados para o protagonismo feminino e visibilidade das questões, talentos e culturas indígenas. A liderança Sonia Guajajara foi uma de suas convidadas.
Em 7 de janeiro de 2024, Isabelle Nogueira foi anunciada como uma das participantes do grupo "Puxadinho"  da vigésima quarta temporada do reality Big Brother Brasil. Após passar por uma votação popular, foi escolhida para entrar oficialmente na casa com 60,22% dos votos. Durante o programa, destacou-se por sua autenticidade e carisma, venceu sete paredões e conquistou um lugar na final, encerrando sua participação em terceiro lugar.
Em agosto passou a ser empresariada pela agência Mynd, marco importante para a sua carreira.
Em setembro participou Climate Week NYC 2024, a convite da Articulação Nacional das Mulheres Indígenas Guerreiras da Ancestralidade (ANMIGA) e da Casa Amazônia. Na oportunidade, participou do programa Brazil News, transmitido pela Seabra Brazillian Television.  

### 2025–presente: Do Carnaval aoFestival da Cunhã
Isabelle foi musa da Acadêmicos do Grande Rio no carnaval carioca de 2025, que trouxe o enredo "Pororocas Parawaras: as águas dos meus encantos nas contas dos curimbós". Também estreou no Carnaval de São Paulo, sendo destaque de carro alegórico pela escola de samba Acadêmicos do Tucuruvi, que trouxe o enredo "Assojaba - A busca pelo manto". No carnaval de Manaus, Isabelle compareceu ao ensaio técnico da escola de samba Mocidade Independente de Aparecida. 
Foi lançado em 17 de abril no YouTube, o primeiro episódio de O Diário da Cunhã, série que mostra a preparação da artista para o Festival Folclórico de Parintins do respectivo ano.
A primeira edição do Festival da Cunhã ocorreu nos dias 22, 23 e 24 de maio de 2025, projeto idealizado e liderado por Isabelle Nogueira, com apoio da agência Mynd e da produtora Pump Entertainment, movimento social e cultural, com bases no desenvolvimento sustentável e fortalecimento da arte e do turismo. 
Nos dias 22 e 23, aproximadamente 100 influenciadores estiveram na capital amazonense e participaram de uma imersão cultural, conheceram a culinária, história e a arte do povo amazonense, foram convidados a divulgar e se juntarem em defesa da Amazônia e dos Povos indígenas. No dia 24 de maio ocorreu o espetáculo na Arena da Amazônia, com a presença diversas atrações: Maiara e Maraisa, George o Japa, Rafa Militão, Uendel Pinheiro, Sebastião Junior, Marcia Siqueira, Israel Paulain, Zona Tribal, Mady e seus namorados, Hadail Mesquista, Dyakapiro, DJ AYA e Edilson Santana.
O evento reuniu 30 mil pessoas na Arena da Amazônia e arrecadou 30 toneladas de alimentos não perecíveis através da pista solidária, os alimentos serão destinadas as comunidades afetadas pelas mudanças climáticas e distribuídas pela Fundação Amazônia Sustentável (FAS). Em parceria com a startup Tree Earth, foi realizado o plantio de 750 árvores em área desmatada do Lago Puraquequara, zona rural de Manaus. 
Isabelle Nogueira estreou como autora de literatura infanto-juvenil na Bienal do Rio de Janeiro, lançando em 15 de junho de 2025 pela Editora UEA e em parceria com o professor Darlisom Ferreira o livro em quadrinhos "As Aventuras da Cunhã".

## Prêmios, honrarias e homenagens
Em 16 de maio recebeu o título de Embaixadora do Festival Folclórico de Parintins. Na cerimônia, o prefeito de Parintins, Frank Bi Garcia destacou a influência de Nogueira para a divulgação do Festival: "Ela, sem dúvida nenhuma, vai divulgar cada vez mais o Festival de Parintins, que é o produto cultural e turístico, que gera emprego e renda, oportunidade de trabalho para milhares de parintinenses".
Em 8 de maio de 2024, recebeu o título e medalha de honra ao mérito pela Universidade do Estado do Amazonas (UEA), em reconhecimento à sua contribuição na difusão e projeção nacional e internacional da cultura e do turismo amazonense.
Em 03 de junho de 2024, Nogueira foi condecorada com a Medalha Ruy Araújo, a maior honraria do legislativo amazonense. Em seu discurso, Nogueira reafirmou-se como uma mulher do povo, e que ama o Estado em que nasceu e se criou: "Recebo essa homenagem com a certeza de que vim do povo, e pelo povo tenho que fazer. Prometo e me comprometo todos os dias que farei do Amazonas a minha missão de fé, porque não basta dizer de onde veio, tem que lutar, tem que amar, e eu te amo, meu amazonas".
Em 30 de abril de 2025, recebeu o Título de Cidadã Honorária de Parintins e a comenda por mérito cultural "Medalha Jair Mendes", a solenidade reforçou o reconhecimento institucional à trajetória de Isabelle, que atua como representante cultural do município em nível nacional. “Deus seja louvado por esse momento! Sou filha de Parintins pelo coração e pela cultura que me formou. Essa homenagem é a confirmação de que amar o meu povo, a minha terra, e representá-los com orgulho vale a pena”, declarou Isabelle durante a cerimônia. 
Em 02 de maio de 2025, recebeu Título de Cidadã Honorária de Juruti, em reconhecimento a sua contribuição na divulgação e valorização da cultura nortista, em especial, ao Festribal. "Agora eu sou Isabelle Nogueira: a manauara por identidade, a cunhã parintinense, uma artista amazonense, e guerreira paraense. Sou Pan-Amazônia, a resistência de todos os povos que movem a cultura da Amazônia, da floresta. Eu juro te amar, Juruti." Declarou Isabelle em um discurso, ressaltando a cidade de Juruti como o berço de grandes artistas, município onde viveu por alguns anos. 
Em 05 de junho de 2025, Nogueira foi homenageada durante uma sessão plenária na Assembléia Legislativa do Amazonas (ALEAM), em celebração ao Festival Folclórico de Parintins. "O que nós precisamos é do apoio de todos, porque é assim que vamos continuar invadindo o Brasil e mostrando ao Brasil que o Festival Folclórico de Parintins e o Amazonas merecem reconhecimento e valor diante do cenário nacional que em algum momento tentou nos camuflar. Nós somos gigantes!", discursou a embaixadora.

## Filantropia e ativismo
Desde 2018, Isabelle é voluntária da Rede Feminina de Combate ao Câncer Amazonas (RFCC-AM) que apoia através de ações sociais os pacientes na Fundação Centro de Controle de Oncologia do Estado do Amazonas (FCecon). Como parte desse trabalho, realizou quatro edições do “Encontro Beneficente Purací — Sauá”, arrecadando alimentos e itens de higiene para mulheres em tratamento oncológico e seus familiares.
Destaca-se por seu ativismo na defesa dos direitos indígenas. Em 2022 e 2023, apresentou nas redes socias do Boi Bumbá Garantido o programa "Sehay-sehay com a Cunhã: as vozes dos povos originários" (em sateré-mawé: Sehay-sehay; bate-papo). O projeto consistia em uma série de entrevistas de caráter arte-educativo com lideranças e artistas indígenas, personalidades como Sonia Guajajara, Thais Kokama, Mari Wapichana, W'eena Tikuna, Samela Sateré Mawé, Vanda Witoto e Marciely Tupari, participaram do programa.
Em 10 de julho de 2024, publicou em suas redes sociais seu posicionamento na luta contra a PEC 48/2023, que define a data da promulgação da Constituição Federal como um marco temporal para a demarcação de terras indígenas.
Em agosto de 2024, Nogueira conheceu o projeto de Arquearia Indígena da Fundação Amazônia Sustentável (FAS) em parceria com a Federação Amazonense de Tiro com Arco (Fatarco), que tem como objetivo a construção de um Centro de Treinamento de Arco e Flecha na comunidade indígena Nova Kuanã, dentro da Reserva de Desenvolvimento Sustentável Puranga Conquista, no Amazonas.
Essencialmente amazônica trabalha na divulgação e desenvolvimento de projetos que contribuem para a renda de comunidades ribeirinhas, fomentando o turismo e o artesanato.  Incentiva reflexões e debates sobre o impacto das mudanças climáticas para as populações da amazônia brasileira.
Em agosto de 2024, a convite da Fundação Amazônia Sustentável (FAS), visitou a comunidade Tumbira, localizada no município de Iranduba e distante 69 quilômetros da capital amazonense para conhecer projetos socioambientais apoiados pela fundação.
Participou da segunda edição do evento Glocal Amazônia 2024, dialogando sobre o papel da mídia para influenciar práticas e comportamentos sustentáveis, e participou do painel "A importancia da comunicação de massa na promoção da sustentabilidade".
Em 4 de setembro, Dia da Amazônia, mediou o debate: “Como as mudanças climáticas impactam a vida das mulheres da Amazônia”, promovido pela FAS. O painel foi transmitido pelo YouTube e abordou sobre o aumento e as consequências das queimadas na Amazônia, como a deterioração da qualidade do ar e os riscos à saúde da população, bem como os impactos da estiagem severa que afetam os rios amazônicos.
Também em setembro compareceu à Semana do Clima, em Nova Iorque, convidada pela cofundadora da Articulação Nacional das Mulheres Indígenas Guerreiras da Ancestralidade (ANMIGA), Puyr Tembé, Nogueira discursou sobre economia criativa e a valorização das tradições culturais da região amazônica.
Em novembro participou do World Forum of Favelas no G20, apresentando um painel sobre o protagonismo da arte que vem dos povos tradicionais que vivem na floresta.

## Vida pessoal
Suas origens familiares são bastante ramificadas. Sua mãe é natural de Nhamundá, município do interior do Amazonas, e sua família paterna é de Belém do Pará. Isabelle viveu em Manaus, Parintins e Juruti, atualmente estabelece domicílio em São Paulo. Possui ascendência materna indígena.
Fã da cantora estadunidense Katy Perry, se denomina como uma "Katycat encarnada" e possui uma tatuagem com a escrita Jesus, no mesmo lugar que a cantora possui: "Eu buscava uma referência de tatuagem para escrever Jesus, mas eu não conseguia encontrar. Até que lembrei que a Katy Perry tem uma tatuagem assim...".
Gosta de dançar e treinar, possui uma rotina ativa de musculação e uma alimentação saudável. Já declarou que não consome refrigerantes há mais de 10 anos e evita lactose, açúcares e comidas processadas. 
Adotou uma arara canindé chamada Jackson que participa de um projeto de recuperação e adaptação do IBAMA no município de Manacapuru. Isabelle ama estar em contato com a natureza e animais silvestres. 

### Relacionamentos
Isabelle viveu quatro relacionamentos: um de seis anos, um de sete anos, do qual chegou a ficar noiva, outro de dois anos, e mais um de aproximadamente 10 meses, em que também ficou noiva.  Segue solteira desde 5 de fevereiro de 2025.

## Imagem pública
Isabelle destaca-se no campo publicitário e na mídia nacional por sua representatividade nortista, as diversas honrarias e reconhecimento por seus serviços prestados em prol o desenvolvimento econômico, artístico e cultural da região fortalecem sua relevância. Foi referenciada pelo jornalista Matheus Baldi como "uma entidade viva do norte".
Nogueira é requisitada para campanhas publicitárias desde 2018, quando se tornou a representatividade da mulher amazônida e indígena do Festival Folclórico de Parintins. Já participou de campanhas com marcas como Boticário, Mercado Livre, Renner, Cielo, Brahma, Ypioca, Seara, BYD, Rexona, Bemol, Vai Voando e Bradesco. É rosto da marca Petite Jolie, que em 2025 lançou uma coleção exclusiva em homenagem à artista.
É embaixadora da Natura e da Embelleze, estampa a embalagem da cor 1.0 da linha Natucor da marca. Em parceria com o aplicativo Kwai, participou da ação que promoveu a versão lite do aplicativo, durante a última prova do anjo do BBB25, levando a empresa a tornar-se a mais engajada nas redes sociais na semana de 11 a 13 de abril.

## Legado e influência
Isabelle Nogueira tornou-se uma figura de destaque no cenário cultural brasileiro ao representar a identidade amazônica em âmbito nacional, especialmente após sua participação no Big Brother Brasil 24. Como cunhã-poranga do Boi Garantido no Festival de Parintins, ela levou para a televisão e para as redes sociais a força da tradição folclórica do Amazonas, contribuindo para a valorização e visibilidade das culturas indígenas e nortistas.
Sua trajetória no reality show da TV Globo foi marcada por falas e posicionamentos que destacaram o orgulho de suas origens e a defesa de pautas ligadas à representatividade regional. A repercussão de sua presença impulsionou discussões sobre a diversidade cultural no Brasil e o espaço de vozes nortistas na mídia tradicional. Em diversas entrevistas, artistas, estudiosos e jornalistas mencionaram o papel de Isabelle na quebra de estereótipos sobre a mulher amazônida.
Após o programa, Isabelle manteve sua ligação com o Festival de Parintins e passou a ser convidada para eventos culturais e sociais ligados à preservação da floresta, identidade indígena e valorização da cultura popular brasileira. Ela também ganhou destaque como símbolo de empoderamento feminino no Norte do país.

## Filmografia

### Televisão
| Ano  | Título             | Papel                    | Notas        | Ref.   |
| ---- | ------------------ | ------------------------ | ------------ | ------ |
| 2018 | Peladão a Bordo    | Participante (Vencedora) | Temporada 7  | [ 93 ] |
| 2021 | On the Road        | Figuração                | Documentário | [ 94 ] |
| 2024 | Big Brother Brasil | Participante (3º lugar)  | Temporada 24 | [ 95 ] |
| 2025 | Eita, Lucas!       | Assistente               |              | [ 96 ] |

### Internet
| Ano           | Título                  | Papel         | Canal     | Ref.   |
| ------------- | ----------------------- | ------------- | --------- | ------ |
| 2022–23       | Sehay-sehay com a Cunhã | Apresentadora | Instagram | [ 97 ] |
| 2025–presente | O Diário da Cunhã       | Ela mesma     | YouTube   | [ 39 ] |

### Vídeos musicais
| Ano  | Título                | Artista | Ref.   |
| ---- | --------------------- | ------- | ------ |
| 2024 | "Respingo de Saudade" | Joelma  | [ 98 ] |

## Títulos
Boi Brilhante
- Festival Folclórico de Manaus: 2011 e 2014 (como Cunhã poranga)[99]

Boi Garantido
- Festival Folclórico de Parintins: 2016 (como Rainha do Folclore);[100] 2019 e 2025 (como Cunhã poranga)[101][102]

### Concursos de beleza
- Miss Manaus: 2013.[103]
- Miss Amazonas Globo: 2016.[22]
- Rainha do Peladão: 2018

## Prêmios e indicações
| Premiação               | Ano  | Categoria                      | Resultado | Ref.    |
| ----------------------- | ---- | ------------------------------ | --------- | ------- |
| BreakTudo Awards        | 2024 | Crush Nacional                 | Indicada  | [ 104 ] |
| BreakTudo Awards        | 2024 | Melhor Reality Star            | Indicada  | [ 105 ] |
| Prêmio iBest            | 2024 | Comportamento                  | TOP3      | [ 106 ] |
| Prêmio iBest            | 2024 | Influenciador Amazonas         | Venceu    |         |
| Prêmio iBest            | 2024 | Reality Star                   | 6.º Lugar |         |
| Prêmio iBest            | 2025 | Comportamento                  | Pendente  |         |
| Prêmio iBest            | 2025 | Fandom Brasil                  | Pendente  |         |
| Prêmio iBest            | 2025 | Influenciador Amazonas         | Pendente  |         |
| Prêmio iBest            | 2025 | Instagrammer do Ano            | Pendente  |         |
| Prêmio iBest            | 2025 | Reality Star                   | Pendente  |         |
| Prêmio Jovem Brasileiro | 2024 | Melhor Participante de Reality | Indicada  | [ 107 ] |
| Prêmio Jovem Brasileiro | 2024 | Fitness/Esporte                | Indicada  | [ 107 ] |
| Prêmio Jovem Brasileiro | 2024 | Rainha do Insta                | Indicada  | [ 107 ] |
| Prêmio Jovem Brasileiro | 2024 | Eu Shippo (com Matteus Amaral) | Indicada  | [ 107 ] |
| Prêmio Jovem Brasileiro | 2025 | Melhor TikToker                | Pendente  | [ 108 ] |